# Adolf Bechtold
Pour les articles homonymes, voir Bechtold.
Adolf Bechtold (né le 20 février 1926 en Allemagne et mort le 8 septembre 2012) est un joueur de football allemand.

## Biographie
Il a joué toute sa carrière dans un seul club, l'Eintracht Francfort.
Il débute avec le centre de formation de l'équipe jeune du club avec qui il évolue entre 1938 et 1942, puis débute avec l'équipe senior en 1942. Il joue plus de 400 matchs jusqu'en 1960. 
Ses trophées majeurs furent le championnat d'Allemagne en 1959 et le championnat d'Allemagne du Sud 1953 et 1959.
Il atteint la finale de la coupe d'Europe 1959-60 contre le Real Madrid CF (victoire de Madrid 7-3, bien que Bechtold ne joue pas ce match).
Il est membre d'honneur et capitaine d'honneur de l'Eintracht Francfort.

## Palmarès
Eintracht Francfort
- Championnat d'Allemagne (1) :

1959
- Championnat d'Allemagne du sud (1) :

1953, 1959
- Coupe Hessen (1) :

1946

## Annexe